# Floyd Cramer
Pour les articles homonymes, voir Cramer.
Floyd Cramer, né le 27 octobre 1933 à Shreveport et mort le 31 décembre 1997 à Nashville, est un pianiste américain.
Figurant dans le "Hall of Fame" et l'un des fondateurs du "Nashville Sound", il a popularisé le style pianistique slip note, dans lequel une note dissonante glisse sans effort vers la note correcte. Cette façon de faire constituait une rupture par rapport au style percutant à la mode à la fin des années 1950.

## Biographie
Né à Shreveport, en Louisiane, Cramer grandit dans la petite ville de Huttig, en Arkansas, où il apprend à jouer du piano en autodidacte. Après avoir terminé l'école secondaire, il retourne à Shreveport, où il travaille comme pianiste pour l’émission radio de Louisiana Hayride.
En 1953, il enregistre son premier single, Dancin' Diane, avec Little Brown Jug sur la face B, pour le label local Abbott. Il part ensuite en tournée avec un autre talent émergeant qui occupera une place importante dans sa carrière, Elvis Presley,.
Cramer déménage à Nashville en 1955 où l'emploi des pianistes accompagnant de la musique country est de plus en plus en vogue. L'année suivante, il est, selon ses propres termes, "jour et nuit à faire des sessions". Peu de temps après, il devient l'un des musiciens de studio les plus actifs du métier, à jouer du piano pour des stars comme Elvis Presley, Brenda Lee, Patsy Cline, The Browns, Jim Reeves, Eddy Arnold, Roy Orbison, Don Gibson, et les Everly Brothers, entre autres. C'est Cramer qui joue du piano, par exemple, sur le premier tube américain d’Elvis Presley, Heartbreak Hotel. Cependant, Cramer reste uniquement un joueur de studio, pratiquement inconnu en dehors de l'industrie de la musique.
Cramer sort des albums sous son propre nom depuis le début des années 1950, et devient bien connu après la sortie de "Last Date", un 45 tours, en 1960. Le morceau instrumental présente un concept relativement nouveau pour piano connu sous le nom du style de la "slip-note" (note glissante). Le disque monte au numéro deux des top 100 de la musique pop, vendu à plus d'un million d'exemplaires, et reçoit un disque d'or. Fait intéressant, la chanson est tenue à l'écart de la position de numéro un par Are You Lonesome Tonight d’Elvis Presley.
En 1961, Cramer écrit un tube avec On The Rebound qui atteint la 4e position aux États-Unis et la première place au Royaume-Uni. La même année, Cramer cartonne également avec San Antonio Rose (place numéro huit), qui est une reprise du succès de Bob Wills.
Au milieu des années 1960, Cramer est devenu un musicien respecté, faisant de nombreux albums et des tournées avec le guitariste Chet Atkins et le saxophoniste Boots Randolph, avec lesquels il joue aussi dans le "Million Dollar Band".
Au fil des années, Cramer continue à alterner le travail en studio et ses propres albums. Beaucoup en comportent des standards ou d’énormes succès populaires des années 1965 à 1974. Tous les ans il enregistre un disque des plus grands succès de l'année, intitulé Class of .... D’autres albums s’intitulent I Remember Hank Williams (1962), Floyd Cramer Plays the Monkees (1967), Looking For Mr Goodbar (1968) et Sounds Of Sunday (1971). En 1977 Floyd Cramer and the Keybord Kick Band est enregistré, sur lequel il joue huit instruments à clavier différents.

« Essayer de me lancer dans une carrière solo, après avoir été le pianiste d'Elvis Presley depuis si longtemps, m'a placé dans une position peu enviable. Certaines personnes pensaient que j'essayais d’en profiter. Si j'avais voulu tirer profit de mon association avec Elvis, je l'aurais fait il y a cinq ans. »

— Floyd Cramer, novembre 1961
Floyd Cramer meurt d'un cancer du poumon en 1997 à l'âge de 64 ans. Il est inhumé dans le cimetière de Spring Hill, à Madison dans la banlieue de Nashville au Tennessee.

## Héritage
Son petit-fils, Jason Coleman, hérite de son grand-père le don du piano, et joue avec lui à la télévision et en concert à un jeune âge. À 17 ans, il joue Please Help Me I'm Falling, la première chanson à comporter les "slip-notes" (notes glissantes), qui sont la signature de Cramer, avec Hank Locklin dans l’émission radio "Grand Ole Opry", et deux ans plus tard il joue pendant la cérémonie d’honneur lors de l'entrée de Cramer au "Hall of Fame" de la Musique Country.
Il continue à porter l'héritage de son grand-père avec une série d'enregistrements et un concert en son hommage, The Legacy of Floyd Cramer, où il partage les arrangements pour piano et l'histoire des contributions de Cramer à la musique américaine lors d'une tournée dans tout le pays.

## Récompenses
En 2003, Floyd Cramer a été reçu à la fois au "Hall of Fame" de la Musique Country et du Rock & Roll.
En 2008, Floyd Cramer a été à titre posthume intronisé au "Hall of Fame" de la Musique de la Louisiane.
L'Université UTSE à Johnson City, Tennessee, offre une bourse d’études musicales en mémoire de Cramer.